# پاپووو تورونگسکیه
پاپووو تورونگسکیه (به لهستانی:  Papowo Toruńskie) یک روستا در لهستان است که در گمینا وسومیتسه واقع شده‌است. پاپووو تورونگسکیه ۱٬۱۰۰ نفر جمعیت دارد.